# Calamagrostis
Calamagrostis o Achaeta és un gènere de plantes de la família de les poàcies, ordre de les poals, subclasse de les commelínides, classe de les liliòpsides, divisió dels magnoliofitins.

## Taxonomia
- Calamagrostis × acutiflora - (híbrid Calamagrostis arundinacea × Calamagrostis epigeios)
- Calamagrostis arundinacea
- Calamagrostis bolanderi
- Calamagrostis brachytriga
- Calamagrostis breweri
- Calamagrostis cainii
- Calamagrostis canadensis
- Calamagrostis canescens
- Calamagrostis chalybaea
- Calamagrostis coarctata
- Calamagrostis deschampsioides
- Calamagrostis epigeios
  - Calamagrostis epigeios esp. macrolepis
  - Calamagrostis epigeios esp. meinshausenii
- Calamagrostis expansa - Maui Reedgrass

- Calamagrostis foliosa
- Calamagrostis hillebrandii
- Calamagrostis holmii
- Calamagrostis howellii
- Calamagrostis hyperborea
- Calamagrostis inexpansa
- Calamagrostis koelerioides
- Calamagrostis × kolymensis
- Calamagrostis lapponica
- Calamagrostis leonardii
- Calamagrostis montanensis
- Calamagrostis nutkaensis
- Calamagrostis ophitidis
- Calamagrostis perplexa
- Calamagrostis pickeringii
- Calamagrostis porteri
- Calamagrostis pseudophragmites

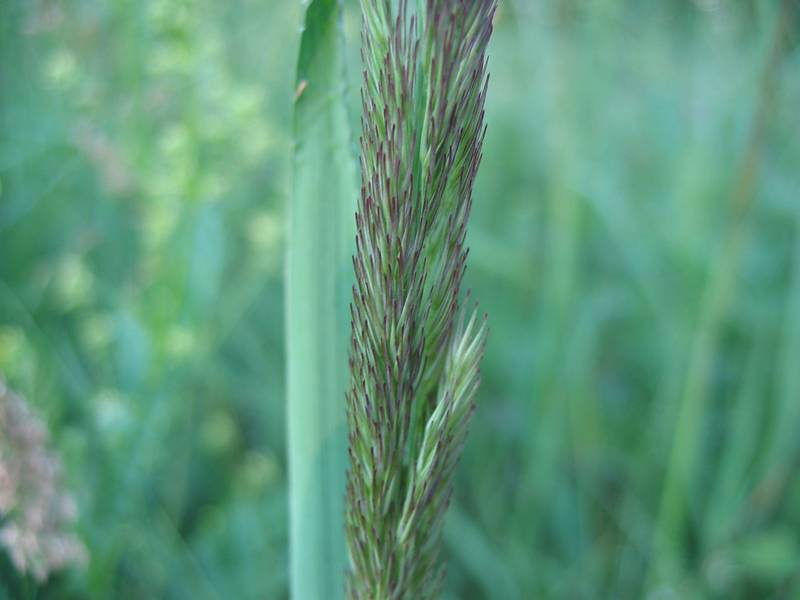
Calamagrostis epigejos

- Calamagrostis purpurascens
  - Calamagrostis purpurascens var. laricina
  - Calamagrostis purpurascens var. purpurascens
- Calamagrostis rubescens
- Calamagrostis scopulorum
- Calamagrostis scotica
- Calamagrostis scribneri
- Calamagrostis sesquiflora
- Calamagrostis stricta
  - Calamagrostis stricta var. borealis
  - Calamagrostis stricta var. stricta
- Calamagrostis tweedyi
- Calamagrostis varia
- Calamagrostis villosa

(vegeu-ne una relació més exhaustiva a Wikispecies)

## Sinònims
(Els gèneres marcats amb un asterisc (*) són sinònims probables)

(Els gèneres marcats amb dos asteriscs (**) són sinònims possibles)

Achaeta E. Fourn., 
Amagris Raf., 
*Ancistragrostis S. T. Blake, 
Ancistrochloa Honda, 
Anisachne Keng, 
**Aniselytron Merr., 
Athernotus Dulac, 
Aulacolepis Hack., 
Chamaecalamus Meyen, 
Cinnagrostis Griseb., 
*Deyeuxia Clarion ex P. Beauv., 
Neoaulacolepis Rauschert, 
Pteropodium Steud., nom. inval., 
Sclerodeyeuxia Pilg., 
Stilpnophleum Nevski, 
Stylagrostis Mez.